# Линьцзи

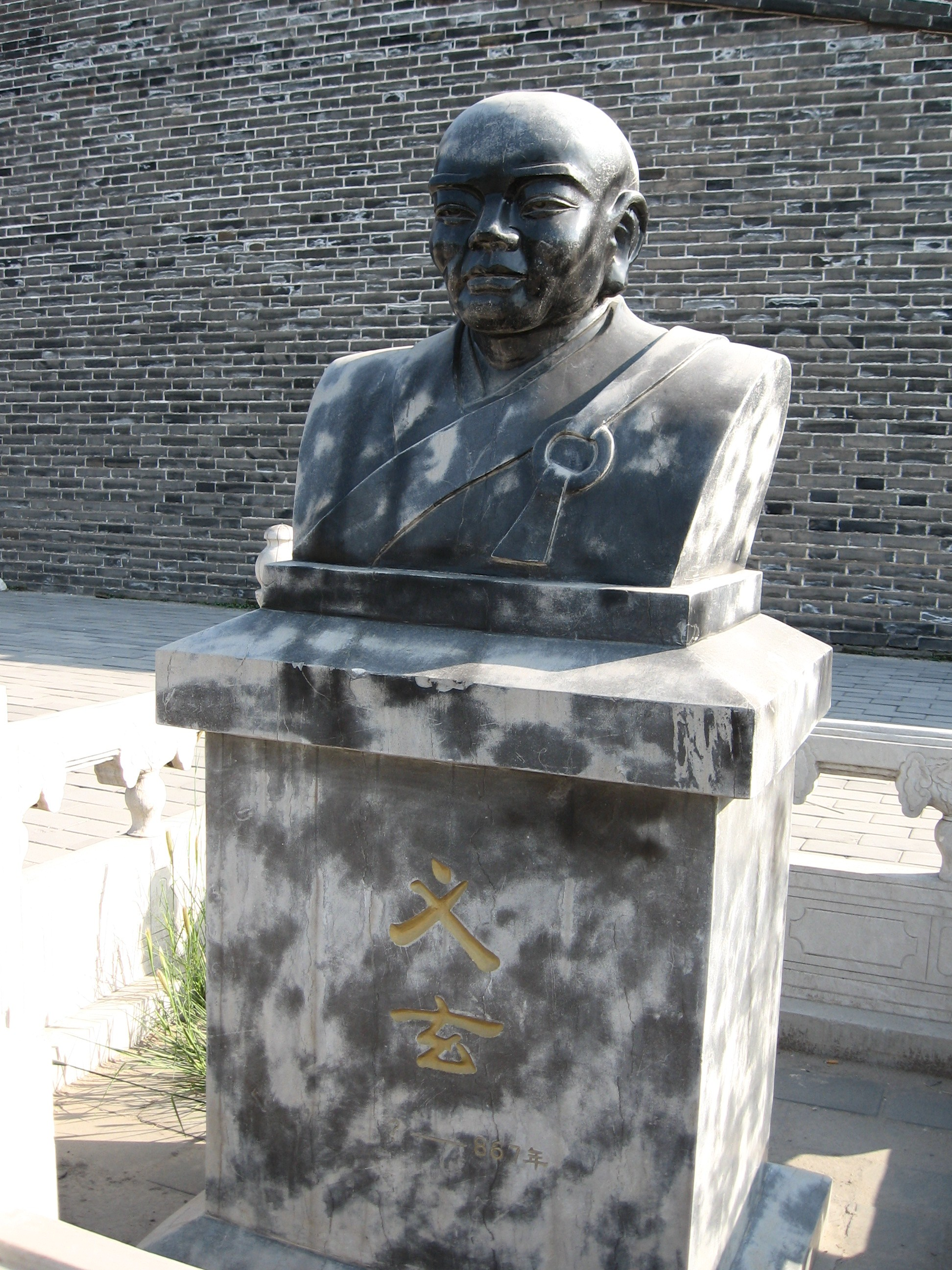
Бюст Линьцзи Исюаня, уезд Чжэндин, провинция Хэбэй, КНР

Линьцзи (кит. упр. 臨済, пиньинь línjì, буквально: «заботиться, приносить пользу») — школа чань-буддизма, основанная наставником Линьцзи Исюанем (кит. 臨済義玄) в Китае во времена династии Тан.
Проповеди Линьцзи, диалоги с монахами, речи и описания поступков были собраны воедино его учениками и последователями в сборник Линьцзи лу (в японской традиции — Риндзай року, яп. 臨濟錄) — «Записи Линь-цзи» (полное название которого: «Записи бесед „Мудростью освещающего“ наставника чань Линьцзи из области Чжэнь»), несмотря на критику от самого наставника — «на большую доску они переписывают слова ничтожного старца» — который, как и многие другие последователи Ма-цзу, руководствовался отличным от штудирования учений подходом к обучению.
Характерной чертой школы Линьцзи было проповедование ученикам отрешения от влияния культа и догматов в пользу раскрытия их собственной природы Будды, то есть изначально любой человек обладает природой Будды, и, чтобы быть не отличимым от Будды, достаточно не перенимать заблуждения других людей; также согласно представлениям Линьцзи, истинное понимание не отличается от непонимания:

«Если вы хотите обрести взгляд, соответствующий Дхарме, то не поддавайтесь заблуждениям других. С чем бы вы ни столкнулись внутри или снаружи — убивайте это. Встретите Будду — убивайте Будду, встретите патриарха — убивайте Патриарха, встретите архата — убивайте архата, встретите родителей — убивайте родителей, встретите родственников — убивайте родственников. Только тогда вы обретёте освобождение от уз».
«Бодхидхарма был старым бородатым невежей».
«Нирвана и Бодхи — подобны столбу, к которому привязан осёл…»
«Тайные учения — всего лишь письмена теней, всего лишь старые бумажки для подтирания нечистот».
«И понимающие, и не понимающие — все ошибаются».

Некоторые утверждения не следует понимать в буквальном смысле. Всё это — часть метода Линьцзи, характерная техника (вкупе с которой также наставником применялись резкие окрики, удары палкой, неожиданное покидание учеников), где выводы не очевидны, аргументация нелинейна, скачкообразна — в этом кроется отличие от индийской техники. А применение такого рода приёмов в комплексе — это то, что Линьцзи называл «действовать всем существом» (цюаньти цзоюн), и что могло вызывать прозрение у человека в любой момент времени.
Японская школа дзэн-буддизма риндзай является ветвью учения Линьцзи, наряду со школами обаку и фукэ.
Линьцзи лу неоднократно переводилась на основные европейские языки.

## Переводы на русский язык
Текст сборника «Линьцзи лу» был переведён на русский Н. Абаевым в 1983 г., в сокращении опубликован в 1989 г. в приложении к его же книге «Чань-буддизм и культура психической деятельности в средневековом Китае» (первое издание: 1983).
В 1999 году переведён И. С. Гуревич и опубликован в 2003 году.
Кроме того существуют анонимные самиздат-переводы, сделанные ещё в 1978—1983 гг.